# Genc Tomorri
Genc Tomorri (* 1960) ist ein ehemaliger albanischer Fußballnationalspieler und heutiger Fußballtrainer.

## Laufbahn
Tomorri spielte in der Jugend von Partizani Tirana und wurde ab der Saison 1980/81 in den Kader der ersten Mannschaft berufen. Der Mittelfeldspieler konnte sich schnell etablieren und schaffte schließlich den Sprung in die albanische Fußballnationalmannschaft. Bei Partizan Tirana blieb er bis 1990 und wechselte anschließend in den Trainerstab. 2010 war er Trainer bei Partizan. Außerdem trainierte er um 2008 die albanische U-17-Fußballnationalmannschaft.
Bei der Qualifikation zur Europameisterschaft 1984 in Frankreich traf Albanien auf die deutsche Fußballnationalmannschaft. Beim Rückspiel am 20. November 1983 in Saarbrücken gelang Tomorri der zwischenzeitliche Führungstreffer für Albanien, welcher gleichzeitig der erste Treffer Albaniens auf deutschem Boden war. Die Vorlage zu dem Tor gab Ferid Rragami per Flanke von rechts. Im gleichen Spiel jedoch, sah Tomorri nach einer Tätlichkeit gegen Rudi Völler in der 45. Spielminute die Rote Karte. Die Partie ging zwar mit 1:2 aus albanischer Sicht verloren, galt dennoch als großer Erfolg, an dem Tomorris Tor erheblichen Anteil hatte.

„… und da ist das erste Tor, das Albanien auf deutschem Boden schießt! Unglaublich! … Torschütze: Tomorri …“

Tomorri zählte ferner zum Aufgebot von Partizani Tirana der beiden Spielen in der ersten Runde im Europapokal der Landesmeister 1987/88 gegen Benfica Lissabon. Partizani wurde seinerzeit durch die UEFA ausgeschlossen, nachdem Spieler den Schiedsrichter attackiert hatten.

## Erfolge
- Albanischer Fußballmeister mit Partizani Tirana in den Jahren 1981 und 1987